# Список проєктів ініціативи «Один пояс, один шлях»
Список проєктів ініціативи «Один пояс, один шлях», започаткованої у вересні 2013 року. Станом на 23 червня 2021 року було підписано 206 документів про співпрацю із 140 країнами та 32 міжнародними організаціями.

## Економічний пояс Шовкового шляху
У рамках проєкту «Економічного поясу Шовкового шляху» розглядається створення трьох трансєвразійських економічних коридорів:
- північний (Китай — Центральна Азія — Росія — Європа),
- центральний (Китай — Центральна та Передня Азія — Перська затока та Середземне море)
- південний (Китай -Східна Азія — Південна Азія — Індійський океан).

## Морський Шовковий шлях
Проєкт «Морський Шовковий шлях XXI століття» включає створення двох морських маршрутів:
- перший маршрут веде з узбережжя Китаю через Південнокитайське море в Південно-Тихоокеанський регіон;
- інший передбачає з'єднання приморських районів Китаю та Європу через Південнокитайське море та Індійський океан.

## Супермережа
Проєкт супермережі має на меті розробити шість електричних мереж високої напруги в Китаї, Північно-Східній Азії, Південно-Східній Азії, Південній Азії, Центральній Азії та Західній Азії.  Ресурси вітрової енергії Центральної Азії становлять один компонент цієї мережі.

## Додатково
Запропонований економічний коридор Бангладеш — Китай — Індія — М’янма для сполучення південного Китаю та М'янми спочатку був офіційно класифікований як «тісно пов'язаний з ініціативою „Один пояс, один шлях“». Однак у 2019 році BCIM був виключений зі списку проектів через відмову Індії брати участь в ініціативі «Один пояс, один шлях».
Льодовий Шовковий шлях
На Міжнародній конференції «Розвиток шельфу Росії» і СНД — 2019 (Petroleum Offshore of Russia), що відбулася в Москві, представники ВЕБ.РФ заявили, що Росія разом із Китаєм підійшла до практичного обговорення глобального інфраструктурного проєкту Ice Silk Road.
Раніше China COSCO Shipping Corp. здійснила кілька пробних поїздок на арктичних судноплавних маршрутах, і китайські та російські компанії співпрацюють у розвідці нафти і газу в цьому районі та для розвитку всебічної співпраці у сфері будівництва інфраструктури, туризму та наукових експедицій.

## Європа
У березні 2011 року було розпочато сполучення вантажних поїздів між Китаєм та Європою. 
У 2011 році відбувалося 17 рейсів поїздів між Китаєм та Європою. У 2020 році їхня кількість збільшилась до 10 тис., ріст у 588 разів. У європейські країни поїзди відправляються із 60 міст КНР.
10-тисячна поїздка була здійснена 26 серпня 2018 року з прибуттям вантажного поїзда X8044 в Ухань, Китай, із Гамбургу, Німеччина.

### Португалія
У грудні 2018 року південноєвропейська нація підписала Меморандум про взаєморозуміння з Китаєм.

### Італія
У березні 2019 року Італія стала першою країною G7, яка підписала необов'язковий меморандум про взаєморозуміння щодо китайської ініціативи «Один пояс, один шлях».
Бреннерський тунель дозволить дозволить потягам перетинати Альпи істотно швидше. Тому порт Трієст, поряд із Джойя Тауро, єдиний глибоководний порт у центральному Середземному морі для [[контейнеровоз]]ів сьомого покоління, є особливою метою для китайських інвестицій. У вересні 2020 року логістична група порту Гамбурга HHLA інвестувала в логістичну платформу порту Трієст (PLT). Річна пропускна спроможність порту буде збільшена з 10 000 до 25 000 поїздів у Трієсті (проект Trihub)

### Люксембург
27 березня 2019 року Люксембург підписав угоду з Китаєм про співпрацю в рамках ініціативи «Один пояс, один шлях».

### Швейцарія
29 квітня 2019 року Швейцарія підписала Меморандум про взаєморозуміння з Китаєм у рамках ініціативи «Один пояс, один шлях».

### Австрія
У квітні 2019 року було підписано Меморандум про взаєморозуміння щодо співробітництва Австрії в рамках проекту BRI.

### Україна
У грудні 2017-го Комісією Україна-КНР укладено план дій із реалізації ініціативи спільного будівництва «Економічного поясу шовкового шляху» та «Морського шовкового шляху ХХІ століття».
Формат «17+1»
Формат співпраці Китаю та країн Центральної та Східної Європи: Албанії, Боснії та Герцеговини, Болгарії, Хорватії, Чехії, Естонії, Угорщини, Латвії, Греції, Македонії, Чорногорії, Польщі, Румунії, Сербії, Словаччини  та Словенії. У 2019 до них приєдналася Греція.
Серед великих проєктів Китаю — модернізація та будівництво залізниці Будапешт-Белград-Скоп'є-Афіни (вартість оцінюється приблизно у 2,89 млрд $, на цей час побудовано тільки сербську ділянку дороги), тоді як більшість інших залишилися у вигляді меморандумів про взаєморозуміння.

### Польща
Одна з перших європейських країн, яка підписала Меморандум про взаєморозуміння з Китаєм щодо BRI у 2015 році.

### Греція
Міністри закордонних справ Китаю та Греції 29 серпня 2018 року підписали меморандум про взаєморозуміння щодо подальшого співробітництва в рамках ініціативи «Один пояс, один шлях». Світовий лідер у секторі навалочних вантажів, що входить до 10 найбільших світових контейнерних операторів і щорічно перевозить близько 180 млн тонн вантажу China Ocean Shipping (Group) Corporation відродив і наразі керує портом Пірей.

## Кавказ
У жовтні 2013 року був створенний Координаційний комітет із розвитку Транскаспійського міжнародного транспортного маршруту (ТМТМ). 30 листопада 2015 року в Стамбулі відбулася презентація можливостей та перспектив розвитку ТМТМ Китай — Туреччина — Європа. Проект реалізують «Залізниці Китаю», АТ «Казахстанські залізниці», ЗАТ «Азербайджанські залізниці», ЗАТ «Азербайджанське Каспійське морське пароплавство» і «Бакинський міжнародний морський торговий порт», та «Грузинська залізниця».

### Вірменія
4 квітня 2019 року відбувся візит делегації на чолі з Шень Юеюе, віце-голови постійного комітету Всекитайських зборів народних представників у Єреван.

### Азербайджан
25—27 квітня 2019 року в Пекіні (Китай) відбувся Другий форум міжнародного співробітництва «Один пояс, один шлях». Саміт зібрав глав урядів 37 країн, у тому числі Азербайджану, РФ, Пакистану, Казахстану, Австрії, Білорусі, Чехії, Греції, Угорщини, Італії, Сербії, Сінгапуру, ОАЕ та інших, а також керівників міжнародних  організації.
Створення сучасної інфраструктури є одним із пріоритетів для Азербайджану і сприятиме розвитку міжнародної торгівлі шляхом наведення мостів між Європою та Азією. Серед цих визначних інфраструктурних проектів — залізниця Баку-Тбілісі-Карс і Бакинський міжнародний морський торговий порт. На даний момент порт Баку здатний обробляти 15 мільйонів тонн вантажів, у тому числі 100 000 TEU, які зростуть до 25 мільйонів тонн вантажів і 500 000 TEU в майбутньому. Інвестуючи в сучасну транспортну та логістичну інфраструктуру, Азербайджан не тільки перетворюється на важливий транспортний вузол, але й сприяє співпраці з країнами, що беруть участь у коридорах Схід-Захід (Eurasia Continental Bridge corridor) та Північ — Південь.

## РФ та Євразійський економічний союз
26 квітня 2019 року лідери РФ та Китаю назвали свої країни «добрими друзями» та пообіцяли працювати разом для більшої економічної інтеграції Євразії.
Китайсько-білоруський індустріальний парк — спеціальна економічна зона площею 91,5 км2 (35,3 кв. м), створена в Смолевичах(Мінськ) у 2013 році. За словами головного адміністратора парку, станом на серпень 2018 року в парку оселилися 36 міжнародних компаній. Китайські ЗМІ повідомляють, що парк створить 6000 робочих місць і до 2020 року стане справжнім містом з 10 000 мешканців.

## Америки

### Перу
- Чанкай (порт)

### Панама
З кінця 2018 року Китай є найбільшим користувачем Панамського каналу для імпорту та експорту товарів за допомогою ініціативи «Один пояс і шлях».

### Аргентина
Аргентинсько-китайський спільний гідроенергетичний проєкт побудує дві греблі на річці Санта-Крус на півдні Аргентини: Кондор-Кліфф і Ла-Барранкоса. China Gezhouba Group Corporation (CGGC) відповідатиме за проєкт, який, як очікується, забезпечить 5000 прямих і 15 000 непрямих робочих місць у країні. ГЕС вироблятиме 4950 МВт·год електроенергії, зменшуючи залежність від викопного палива.
Аргентина також побудує атомну станцію Hualong One, будівництво якої розпочнеться в 2022 році і буде повністю введено в експлуатацію до 2028 року (вартістю 8 мільярдів доларів, з яких 85 % фінансування надається китайськими банками).  Угода про ядерну угоду з Аргентиною є однією з перших успішних заявок Китаю на експорт своїх внутрішніх ядерних технологій за кордон.

## Австралазія
У 2015 році Landbridge Group за 506 мільйонів доларів отримала у 99-річну оренду порт Дарвін від уряду Північної території.
Оскільки у 2021 році відносини з Пекіном досягли нового мінімуму, тиск на федеральний уряд Австралії зростає, щоб повернути ключову інфраструктуру. Коли правляча Ліберальна партія Північної території підписала договір оренди в 2015 році, цей крок застав тодішнього прем'єр-міністра Малкольма Тернбулла зненацька і розлютив президента США.

## Африка
З китайської точки зору, Африка важлива як ринок, постачальник сировини та платформа для розширення нового Шовкового шляху.

### Кенія
У кенійському порту Момбаса Китай побудував залізничне та автомобільне сполучення з внутрішніми районами країни та зі столицею Найробі. На північний схід від Момбаси будується великий порт із 32 причалами, включаючи прилеглу промислову зону, включаючи інфраструктуру з новими транспортними коридорами до Південного Судану та Ефіопії.
Залізниця Момбаса — Найробі прямує трасою старовинної метрової залізниці, яка була побудована англійцями в ХІХ столітті. Згідно із залізничним Генпланом Східної Африки, залізниця Момбаса-Найробі буде пов'язана з іншими залізницями стандартної колії, які будуються в Східній Африці. До 2021 року новітня залізниця має досягти кордону з Угандою.

### Нігерія
Залізнична лінія Абуджа-Кадуна почала комерційну експлуатацію 27 липня 2016 року і стала одною із перших проектів модернізації залізниць стандартної колії (SGRMP) в Нігерії.  Це перша частина проекту стандартних метрик Лагос-Кано, який з'єднає бізнес-центри Нігерії з центрами економічної діяльності північно-західної частини країни.

### Ангола
У 2004 року китайська компанія China Railway Construction виграла тендер на прокладку Бенгельської залізниці. Китайська залізниця замінила собою стару бельгійську залізницю, зруйновану в ході громадянської війни в Анголі.
У майбутньому планується з'єднати Benguela railway із залізничними магістралями Ангола — Замбія, Танзанія— Замбія (TAZARA) та ін., що дозволить сформувати залізничну мережу, що охоплює Південну Африку та сполучає Атлантичний та Індійський океани.

### Танзанія
Літом 2019 року сталася унікальна подія: рейс першого в історії континенту розкішного туристичного поїзда ROVOS RAIL, що сполучив узбережжя Індійського океану та Атлантики.  Потяг вийшов із Дар-ес-Салам у Танзанії, щоб через 15 днів прибути до Анголи. Маршрут у 4,5 тисячі кілометрів було подолано на швидкості 40 км/год.
У Багамойо також будуються сучасний глибоководний порт, місто-супутник, аеродром і промислова зона.

### Ефіопія
Нова лінія Залізниця Аддис-Абеба — Джибуті була побудована у 2011—2016 роках China Railway Group Limited та China Civil Engineering Construction Corporation. Фінансування для нової лінії було надано Ексімбанком Китаю, Китайським банком розвитку, а також Промисловим і Комерційним банком Китаю. Кошторисна вартість будівництва склала 4 млрд $ США. Відкриття ефіопської ділянки залізниці відбулося 5 жовтня 2016 року, тоді як відкриття ділянки Джибуті відбулося 10 січня 2017 року.

### Єгипет
Як спільний китайсько-єгипетський проєкт до Середземного моря будується Суецька особлива економічна зона, побудований Тяньцзіньською зоною економічного-технологічного розвитку (Теда, поблизу єгипетського прибережного міста Аїн Сохна).

## Азія

### Малайзія
Важливою частиною морського шовкового шляху 21-го століття є порт Куантан, багатовантажний морський порт, що виходить на Південнокитайське море. Поруч із портом розробляється новий глибоководний термінал (NDWT). Передбачається, що після завершення будівництва порт Куантан стане головними воротами до Китаю та Далекого Сходу.

### Непал
Флагманським інфраструктурним проєктом Трансгімалайський коридор є залізниця Китай-Непал, яка зараз знаходиться на стадії техніко-економічного обґрунтування. Планується реалізувати низку автомагістралей, включаючи будівництво тунельної дороги та модернізацію автомагістралі Араніко, яка була зупинена після землетрусу в Горкха. Шосе Араніко закінчується на кордоні Кодарі та китайського прикордонного переходу Чжанму. За ініціативою КНР прикордонний порт планується відновити.
Коридор Китай – Центральна Азія – Західна Азія
У 2009 році запрацював газопровід Центральна Азія — Китай, який транспортує природний газ з Узбекистану до Китаю (також відомий як «трубопровід „Туркменсько-Китайський газ“»)
Газопровід ТАПІ — магістральний газопровід, що будується, протяжністю 1735 км із Туркменії до Афганістану, Пакистану та Індії. Проєктна потужність — 33 млрд кубометрів газу на рік. Передбачувана вартість проекту — $ 8—10 млрд. Запуск проекту планувався на 2017 рік, але був відкладений.
Поблизу міста Коргас у Сіньцзяні будують міжнародний аеропорт і величезний пункт перевалки вантажів.
Залізниця Ангрен — Пап з 2016 року з'єднує Ферганську долину з рештою Узбекистану, черезКамчицький тунель.
У травні 2018 року Китай ввів в експлуатацію нове залізничне сполучення довжиною 8350 км між Баян-Нур (Внутрішня Монголія) на півночі Китаю та столицею Ірану Тегераном: перший поїзд доставив 1150 тонн соняшнику. насіння і повинно покривати з'єднання за 15 днів, щонайменше на 20 днів менше, ніж необхідний період у морі.

### Пакистан
Найбільш амбітна частина співробітництва двох країн — Китайсько-пакистанський економічний коридор (CPEC) вартістю 62 млрд доларів США з перетином центральної території Пакистану між перевалом Кунджірап висотою приблизно 4700 м і портовим містом Гвадар на Аравійському морі, частково на Каракорумське шосе.
Глибоководний порт будується в Гвадарі в стратегічній близькості від підходу до Перської затоки.
Коридор Китай-Індокитайський півострів
З індокитайськими країнами Камбоджею, Лаосом і В'єтнамом, а також Малайзією, Сінгапуром, Таїландом та Індонезією Китай з'єднує високошвидкісна лінія Куньмін — Сінгапур та Швидка дорога Куньмін-Бангкок.

### Лаос
Залізниця Китаю і Лаосу була першою міжнародною залізницею, яка безпосередньо пов'язана з китайською залізничною мережею. Вона є важливою частиною Трансазійської залізниці.
Інша частина залізничної мережі існує як частина Євразійський сухопутний міст, хоча деякі суттєві прогалини залишаються.

### Таїланд
Проєкт Тайського каналу, також відомого як канал через перешийок Кра — планований судноплавний канал через перешийок Кра на півдні Таїланду, основною метою якого буде скорочення морського шляху з Східній у Південну Азію в обхід Малаккська протока.
У жовтні 2020 року високопосадовець урядової групи з економічної політики Таїланду заявив, що будівництво каналу нереально і основну увагу слід приділити реалізації проекту сухопутного мосту.

### М'янма
Порт Кьяукфю — транзитний пункт для вантажів, які спрямовуються в Янгон, Калькутту та Чіттагонг, важлива частина морського шовкового шляху XXI століття, а також морська кінцева точка китайсько-м’янмського економічного коридору.
У 2011 році китайська економічна пропозиція була розширена на залізничний зв'язок між Куньміном і Кьяукфю для з'єднання з Каладанським мультимодальним транзитним транспортним проєктом через 311-кілометрове сполучення, яке буде завершено у 2021—2022 роках, від Кьяухту на півночі до Енн на півдні, а потім на південний схід до Мінбу.
Лінія стандартної колії до порту Кьяукпю була відкрита в 2021 році.

### Бруней
На початку 2017 року Muara Port Company Sdn Bhd, спільна компанія Darussalam Assets Sdn Bhd і Beibu Gulf Holding  Co., Ltd., взяла на себе експлуатацію терміналу порту Муара, як складової частини Морського Шовкового шляху.

### Шрі-Ланка
У 2017 році прем'єр-міністр Шрі-Ланки уклав угоду з China Merchants Port Holdings про оренду 70-відсоткової частки стратегічно розташованого порту Хамбантота за 1,12 мільярда доларів, відкривши Хамбантоту для ініціативи «Один пояс і шлях».